# Boulevardring
De Boulevardring (Russisch: Бульварное кольцо; Boelvarnoje Koltso) is de (incomplete) ringweg in de Russische hoofdstad Moskou die het dichtst rond de centrale pleinen van het Kremlin loopt. De tweede ringweg is de Tuinring, de derde Derde Ringweg en de vierde de MKAD. 
De boulevards vormen een bijna complete ring om het oudste gedeelte van Moskou: de Bely Gorod. De ring loopt aan beide einden ‘dood’ op de Moskou-rivier. 
De ring werd na de Brand van Moskou (1812) in aanbouw genomen. Stalins masterplan voor Moskou voorzag in de completering van de ring door de oude, zuidelijke, stadswijken Jakimanka en Zamoskvoretsje maar deze plannen zijn niet tot uitvoer gebracht.

## Geschiedenis
De ring verving vanaf 1820 de historische ommuring van Bely Gorod (de witte stad), welke reeds in 1760 was afgebroken. Ondanks dat er een tsaristisch decreet was dat de ruimte niet mocht worden bebouwd, gebeurde dit toch. Talloze particuliere én overheidsgebouwen verrezen op de open ruimtes. De brand van Moskou in 1812 vernietigde de meeste van deze (meest houten) bebouwing waarmee de stadsplanners de mogelijkheid aanpakten het hele gebied te egaliseren, gedeeltelijk van bestrating te voorzien en er brede boulevards van te maken. 
In 1871 werden de eerste paardentramlijnen in Moskou in gebruik genomen en ook op de Boulevardring kwam een lijn. Deze kwam via de Tverskaja oelitsa op de Stratsnoj boelvar uit, vervolgde haar route over de Petrovski boelvar en sloeg daarna de Neglinnaja oelitsa in. 20 jaar later was de gehele ring van paardentramlijnen voorzien en in 1910 was na jarenlange werkzaamheden aan de elektrificatie van het tramnet bijna de gehele Boulevardring met de elektrische tram te berijden, op het laatste zuidoostelijke stukje na (Prokosvki- en Jaoeszki Boulevard). Dát stukje volgde in 1912 en werd als eerste in 1935 alweer buiten dienst gesteld. 
Na de Tweede Wereldoorlog werd het grootste gedeelte van het tramnet over de Boulevardring opgeheven en bleef (tot op heden) het lijngedeelte tussen Oestinski projezd en metrostation Tsjistoproedny voor de lijnen A, 1 en 39 in dienst.
In 1947 werd, ter ere van het 800-jarig bestaan van Moskou, de oude afrastering rond de boombeplanting vervangen door elegant smeedijzeren hekwerken. Er werden ook comfortabele houten banken geplaatst. Duizenden extra bomen en struiken werden geplant en er werd een aantrekkelijk wandelpad gecreëerd. In 1978 werd de hele ring geoormerkt als ‘Monument van Landschapsarchitectuur’. 
De ring werd na 1945 op enkele plaatsen verbreed en op vele, eens bebouwde plaatsen, bv. op de Pokrovski- en Stratsnoj boelvar werden bomen geplant. De hele Boulevardring is opgedeeld in een tiental afzonderlijk benoemde delen: het langste gedeelte is de Tverskaja boelvar (850 meter) en het kortste de Sretenski boelvar (214 meter).

## Beeldimpressies

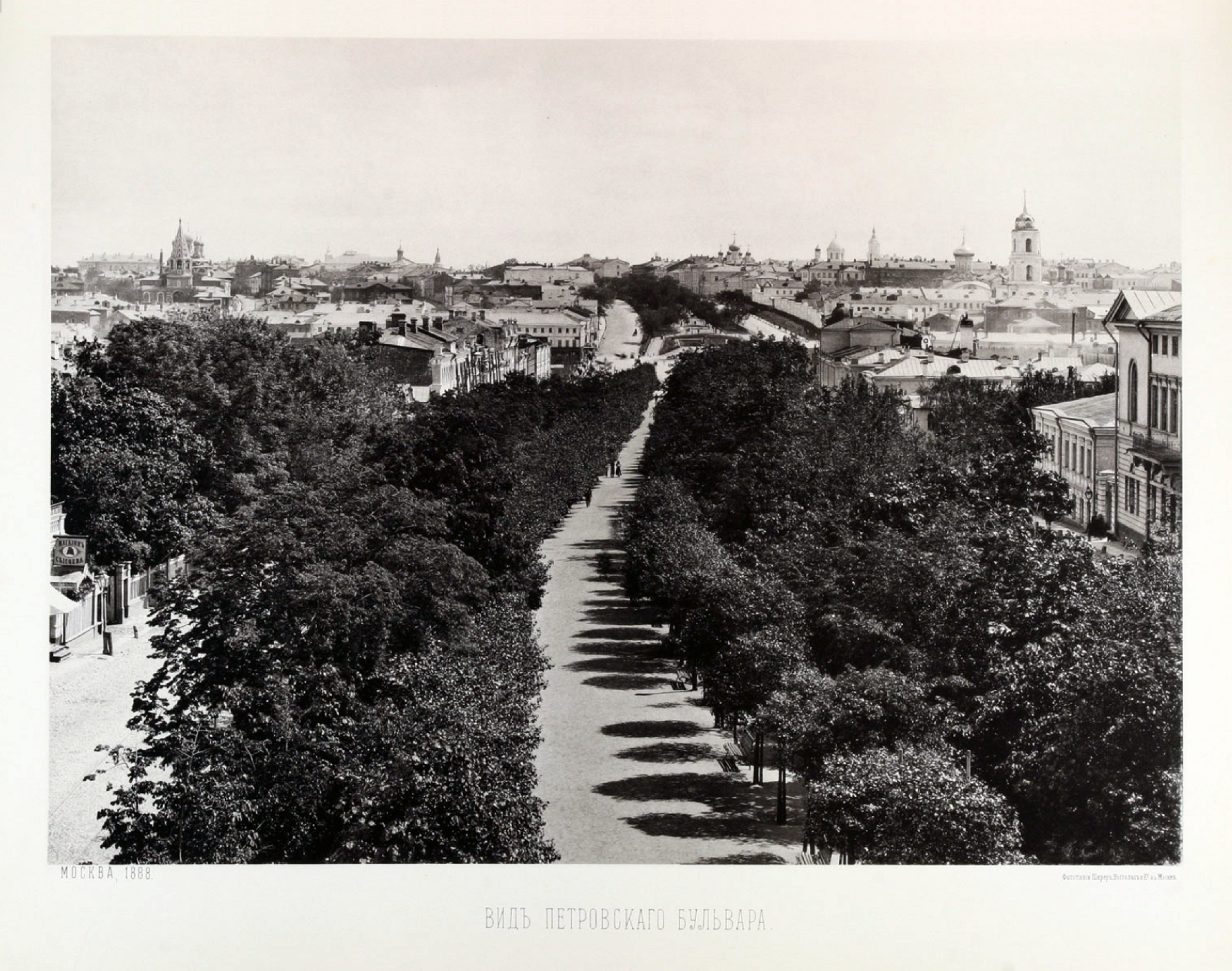
Petrovski boelvar in 1891.
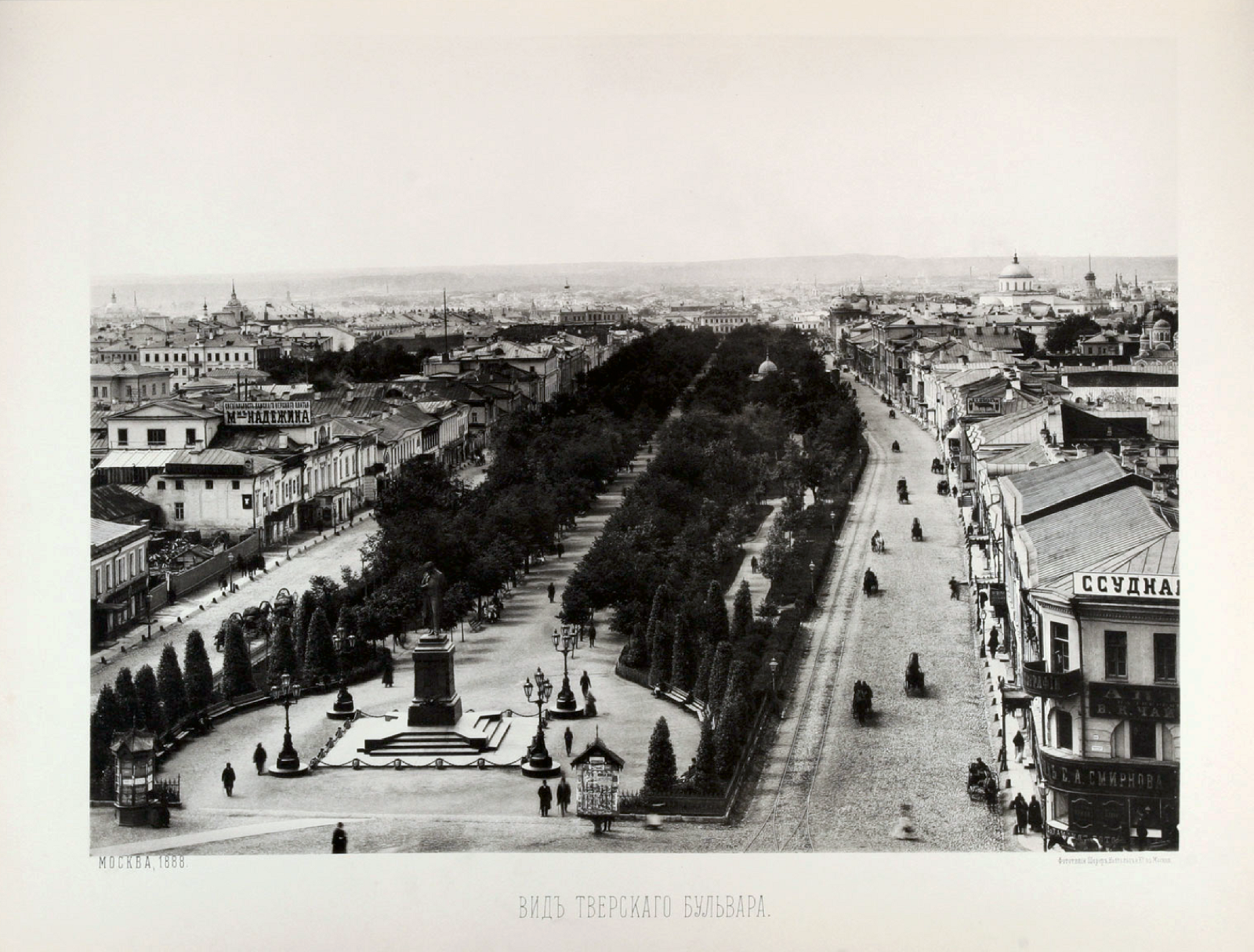
Tverskoj boelvar in 1891.
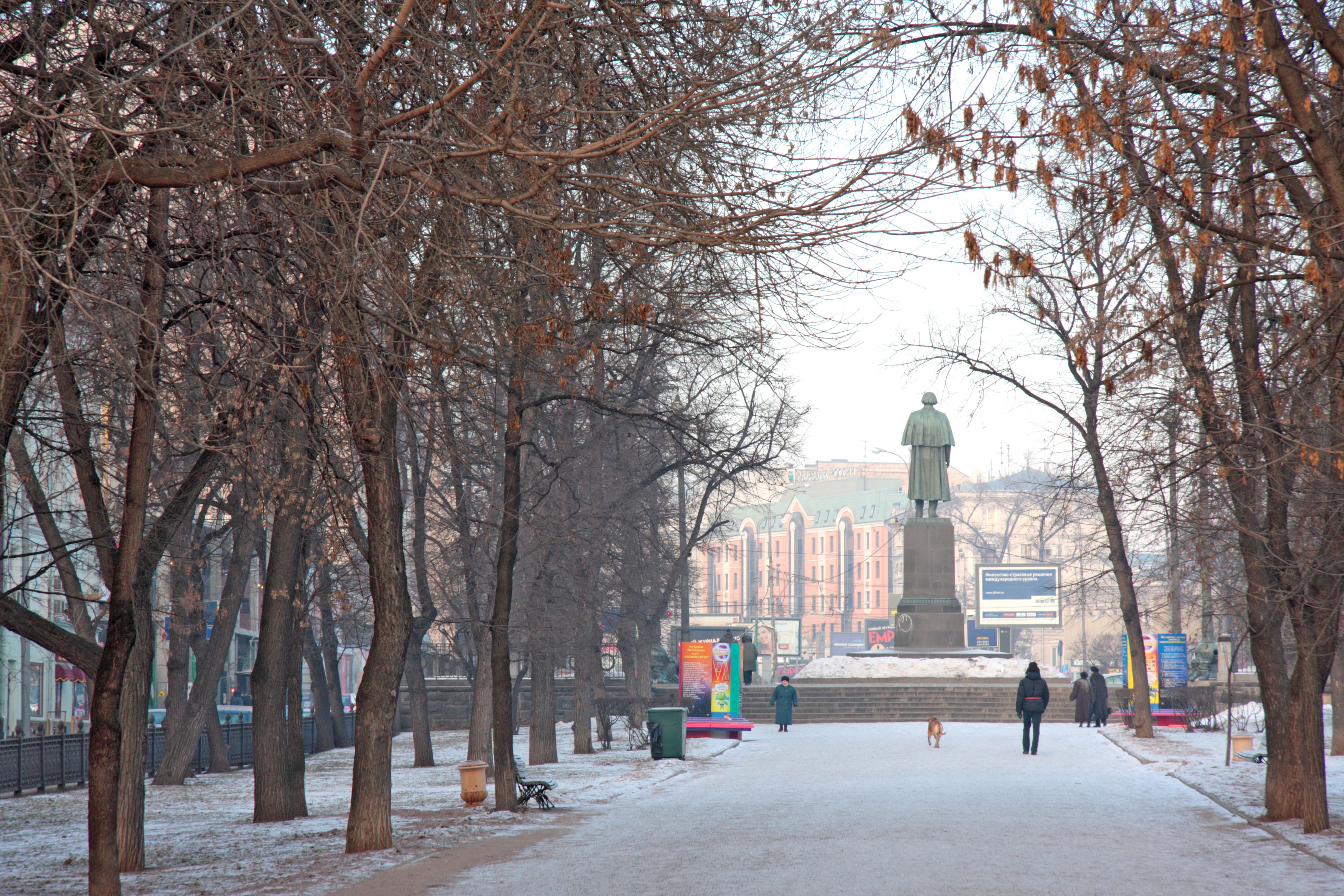
Winterse opname van Gogolevski boelvar.
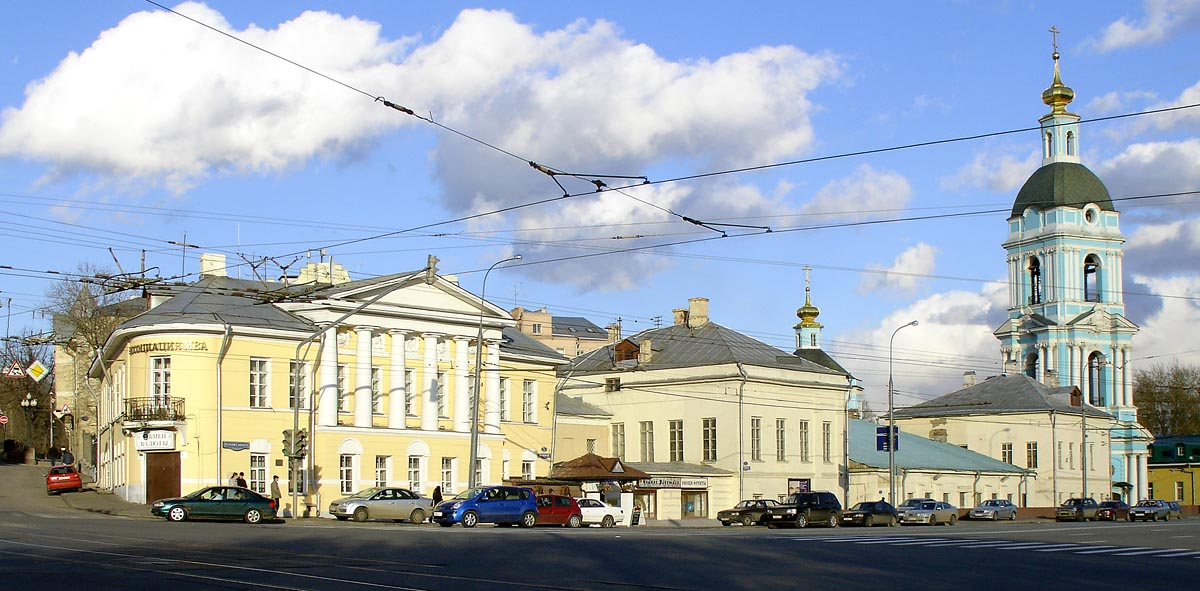
Het meest zuidoostelijke deel van de ring; Jaoezapoort/ Oestinski projezd.
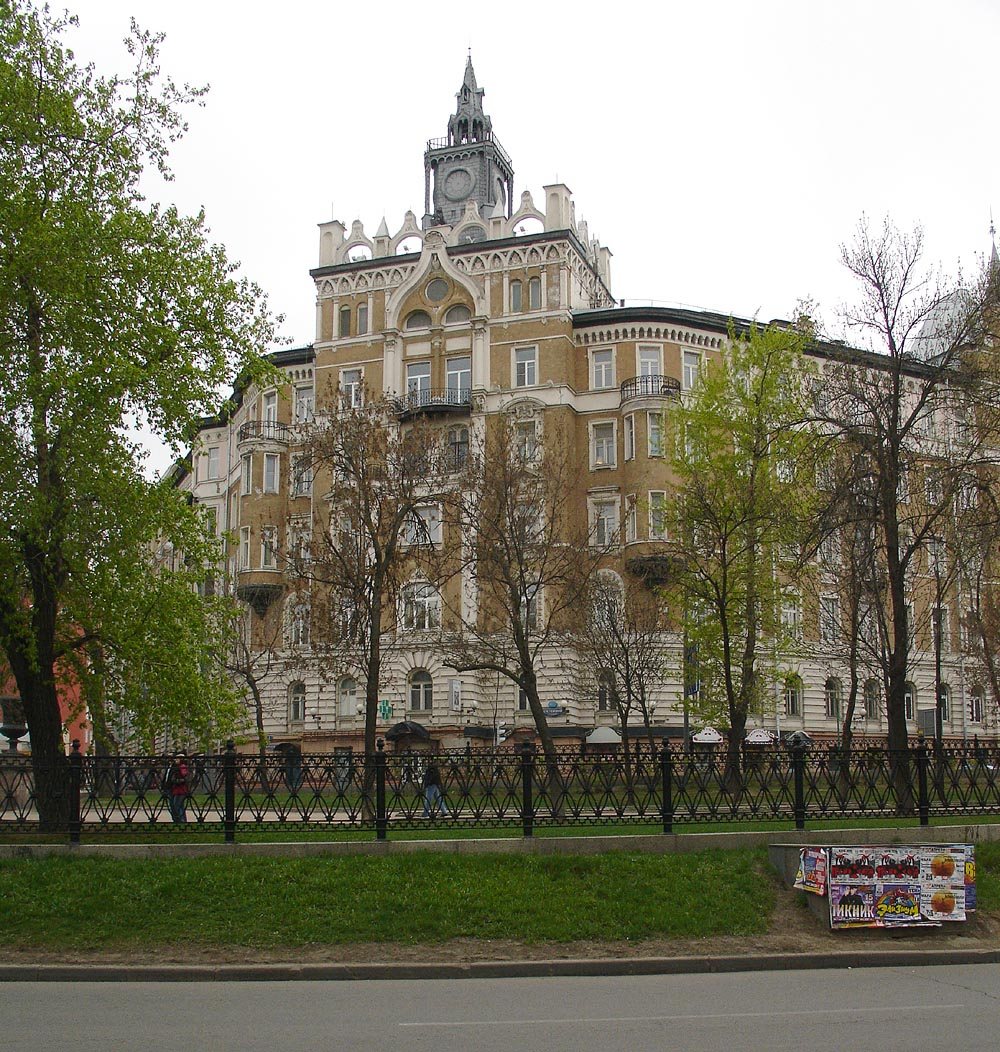
Typerende ornamentale architectuur op Sretenski boelvar.
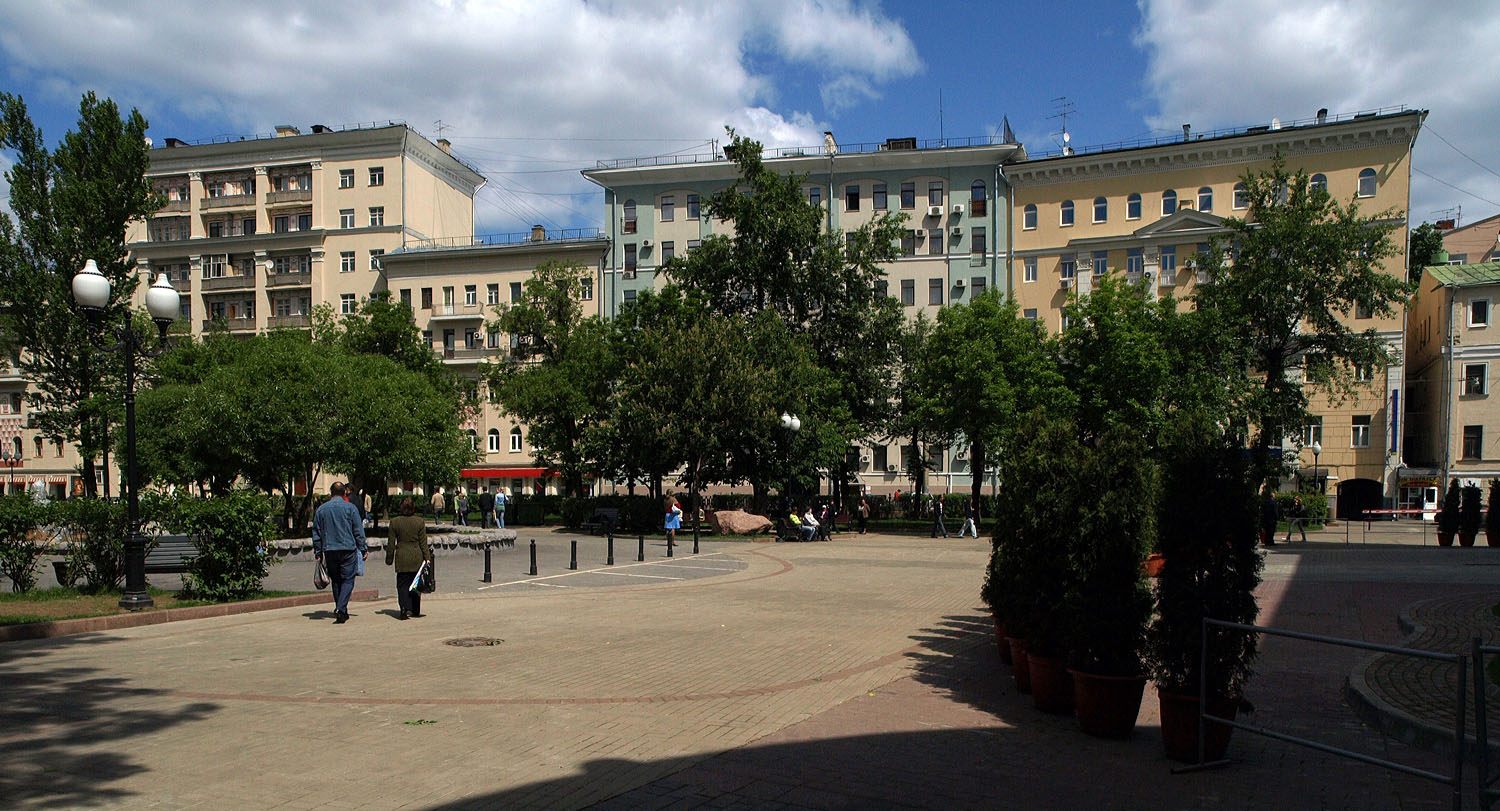
Recreatie bij de Tsjistoproedny boelvar.
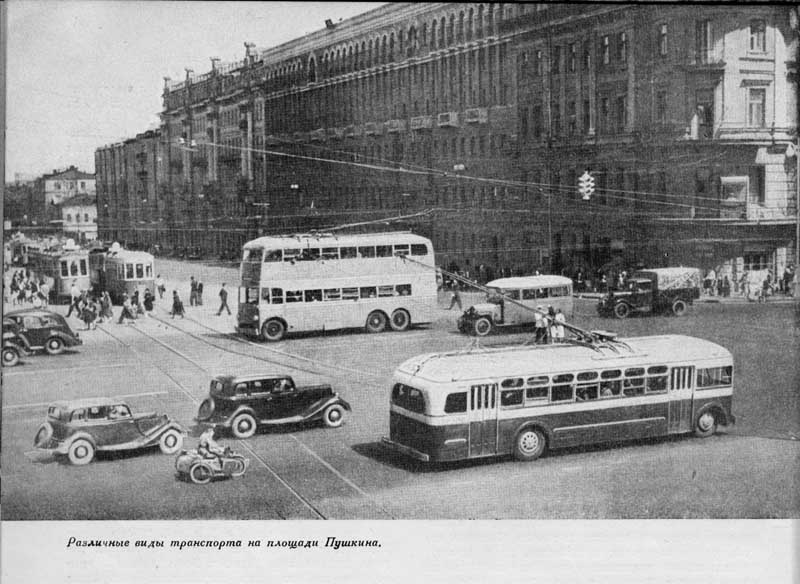
Oude ansichtkaart van Strastnoj boelvar, 1930/40.

Boulevardring · 
Tuinring · 
Derde Ringweg · 
Vierde Ringweg (gepland) · 
MKAD · 
A-107 · 
Centrale Ringweg (in aanleg) · 
A-108